# محمد خطاط
محمد پوریان یا محمد خطاط (۱۳۳۶–۱۳۹۸) از خوشنویسان و نستعلیق‌نویسان معاصر، استاد مسلم در انجمن خوشنویسان ایران و مدرس هنر خطاطی اهل کردستان بود که آثار متعددی از او در نگارخانه‌های و نمایشگاه‌های هنری برجای مانده‌است.

## زندگی

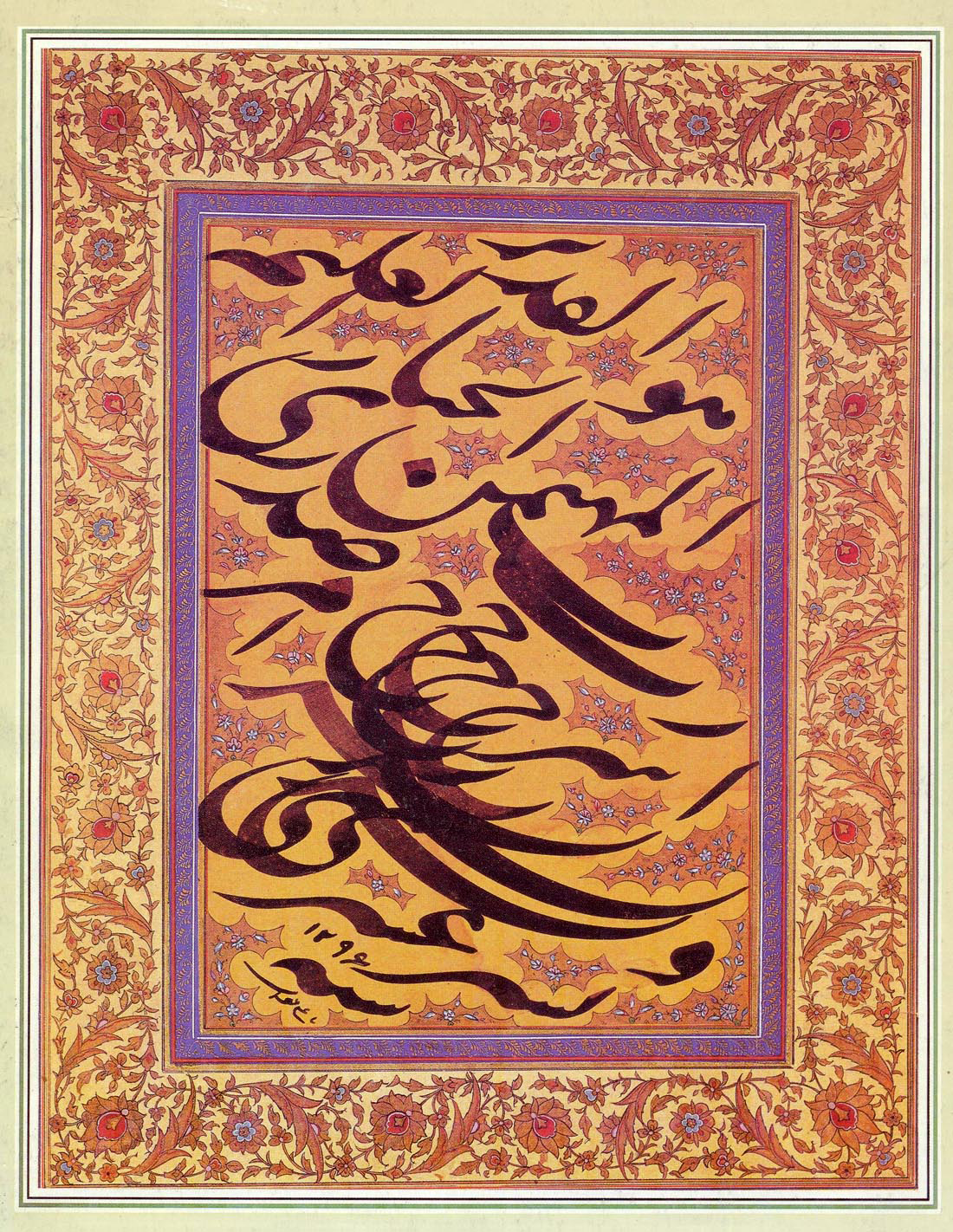
خط میرزا غلامرضا اصفهانی

محمد پوریان از پیشکسوتان و استادان مسلم انجمن خوشنویسان ایران و متولد شهر سقز بود. تحصیلات خود را در همین شهر به پایان رسانده و با توجه به جایگاه ویژه هنر خوشنویسی در این شهر و داشتن ذوق و استعداد ذاتی هنری، وارد این عرصه از هنر اصیل ایرانی شد. وی از طرفداران سبک میرزا رضا کلهر و میرعماد بود و در سال ۱۳۶۶ شمسی شعبه انجمن خوشنویسان ایران در شهر سقز را تأسیس کرد و نزدیک به چهار دهه در زمینه خوشنویسی و آموزش آن فعالیت نمود و شاگردان او مانند فخرالدین علی‌نژاد، محمدامین بی‌نیاز، اسعد رشیدپور و اسعد قدیمی و بسیاری دیگر به درجات فوق ممتاز و استاد مسلم، نایل شدند.
او توانست با برپایی ده‌ها نمایشگاه انفرادی و گروهی و سالهای متمادی برگزاری کلاس‌های آموزشی، در بالندگی این هنر اصیل ایرانی نقشی مؤثر ایفا نماید و به گواهی هنرمندان و شاگردان وی، صبور بودن و عشق بسیار به هنر خوشنویسی و آموزش آن به مردم از نسل‌های مختلف پیر و جوان و دلسوز بودن از مشخصات شخصیتی این هنرمند فقید بود که زمینه رشد این هنر و ظهور استادان برجسته خوشنویسی در کردستان را فراهم نمود.
در سال ۱۳۹۲ انجمن خوشنویسان با همکاری اداره فرهنگ و ارشاد اسلامی مراسم بزرگداشت محمد پوریان را به همراه نمایشگاهی از آثار خوشنویسی برگزار نمود.
محمد پوریان در سال ۱۳۹۸ و بعد از چندین ماه بیماری در بیمارستان امام خمینی سقز چشم از جهان فروبست.

## درجه استادی
انجمن خوشنویسان ایران، به پاس سالها زحمت و تدریس هنر خوشنویسی، درجه استادی مسلم خوشنویسی به محمد پوریان اعطا کرد.
احراز درجه استادی منوط به مهیا نمودن شرایط ویژه دارد از آنجمله تعداد هنرجویان ممتاز و فوق ممتازی که خوشنویس تربیت کرده، تعداد نمایشگاه‌های برگزار شده، تولید و انتشار آثار مکتوب و داشتن رتبه‌های کشوری و استانی که در اخذ این درجه حائز اهمیت می‌باشد. در نهایت باید تعداد ۲۰ تا ۳۰ اثر در قالب‌های مختلف برای شورای عالی ارزشیابی انجمن خوشنویسان ایران فرستاده شود. این شورا متشکل از استادان به نامی چون محمد سلحشور، غلامحسین امیرخانی، علی شیرازی و جواد بختیاری است. پس از تأیید صلاحیت خوشنویس توسط این شورا و امضای مدرک استادی توسط وزیر فرهنگ و ارشاد، درجه استادی به او اعطا می‌گردد. بعد از احراز مرتبه استادی، موضوع شیوه پیش می‌آید. هر استادی دارای شیوه ای مخصوص به خود است که با شیوه‌های دیگران تفاوت دارد و خط او بدان شناخته و معروف می‌گردد. کلمه شیوه که در ردیف آن ربط، اسلوب، سبک، طریقه، روش نیز استعمال می‌شود در واقع آن سبک و روش خاصی است که استادی سالها بدان روش خط نوشته و میان مردم شایع و شناخته گردیده‌است.

## سبک هنری

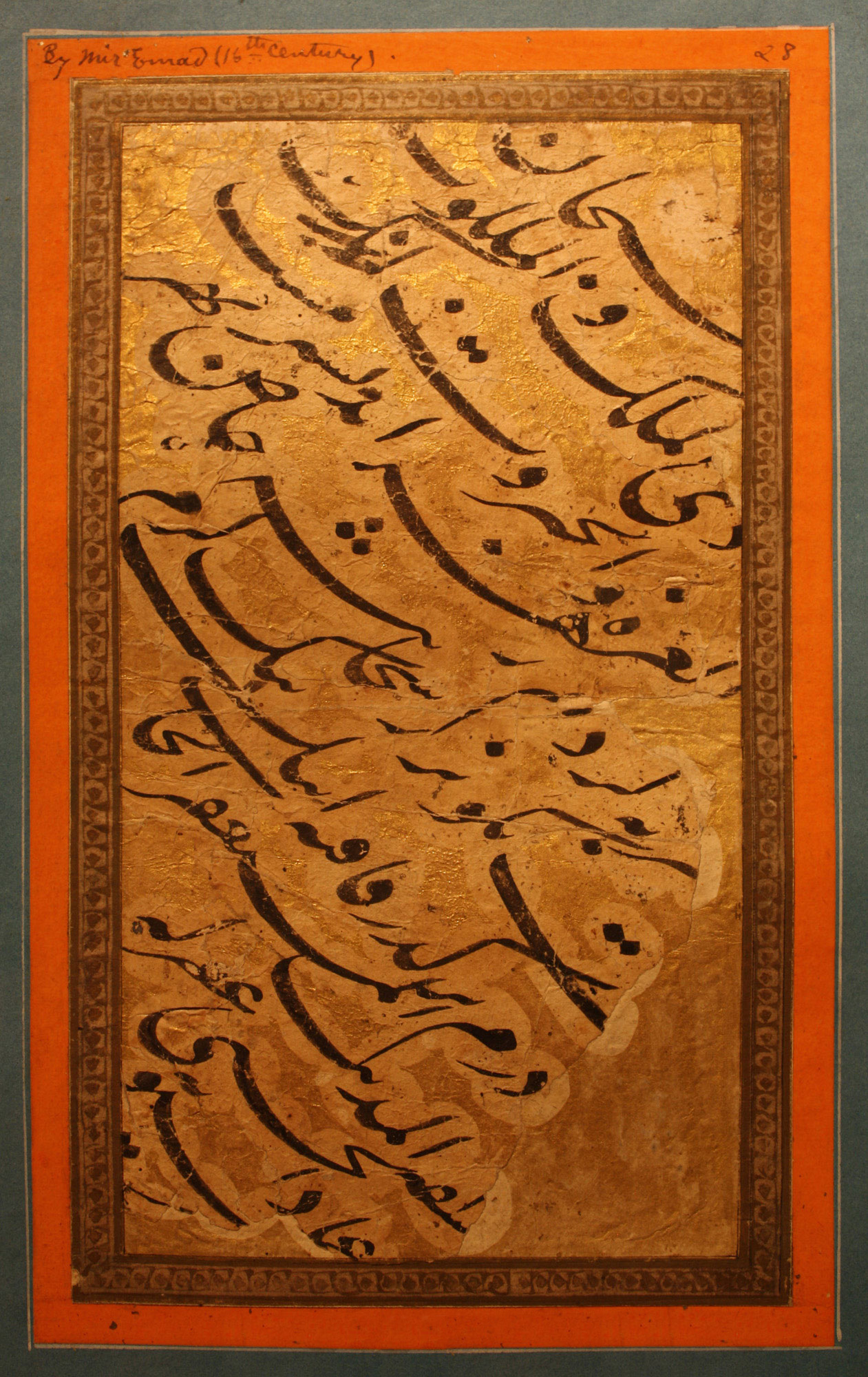
خط میرعماد حسنی

او در خلق آثار هنری از پیروان مکتب میرعماد بود و اسلوب نگارش او با نوع نگارش غلامحسین امیرخانی همخوان بود و تکیه بر منطق قدرت قلم و گمگشتگی در فضای روحی یک اثر برای خلق آن و مهم‌تر، ماندگاری آن، از ویژگی‌های بارز سبک هنری او بود.
بدین ترتیب خلق آثار هنری نه در بیشینگی و تعداد آن، بلکه در کیفیت و معنای آنها واجد ارزشگذاری می‌باشد. کما اینکه راز ماندگاری آثار پیشگامان هنر اصیل ایرانی در این تعریف گنجانده می‌شود.
او بر این اعتقاد بود که از همان ابتدای آفرینش یک اثر و در قدم اول نوشتن یک کتابت یا چلیپا یا ترکیب سیاه مشق که انتخاب شعر یا نثر آن است، این انتخاب مستلزم سیر و سلوک روحی و معنوی در وادی عرفانی آن شعر یا نثر بوده و هنرمند خوشنویس می‌بایست درک عمیقی از آن داشته باشد تا بتواند پیامی درخور آراسته مردم کرده و با نسل‌های مختلف مرتبط و ماندگار بماند. بدین ترتیب حتی برای یک سرمشق ساده برای شاگردان خود روزها و شبهای طولانی در انتخاب بیت و مصرع آن فکر می‌کرد.

## ارتباط با دیگر استادان
در شهر زادگاه او هنرمندان خوشنویس سرشناسی مانند ملک الکلام مجدی و امیرالکتاب ظهور کردند که آثاری همچون کتیبه‌های آرامگاه حافظ در شیراز و کتیبه‌های حجاری شده موزه ایران باستان به خط ثلث را خلق نمودند. به همین سبب او سعی داشت نقش پلی ارتباطی مابین هنرمندان طراز اول خوشنویسی کشور و هنرمندان کردستان برقرار نماید.
بدین ترتیب از ده‌های هفتاد و هشتاد شمسی تا سالهای اخیر محمد پوریان با همکاری انجمن خوشنویسان و ارگان‌های مرتبط، شرایط لازم رفاهی را فراهم نموده و از استادان برجسته خوشنویسی ایران مانند غلامحسین امیرخانی، امیراحمد فلسفی، جواد بختیاری، یدالله کابلی، محمد حیدری، الهه خاتمی، سیده صغری حسینی، علی اشرف صندوق آبادی و سعید قادری دعوت نموده که ضمن حضور در کردستان آثار خود را به نمایش بگذارند و در اغلب موارد این استادان این دعوتها را می‌پذیرفتند. برای مثال می‌توان برگزاری نمایشگاه آثار امیر احمد فلسفی، الهه خاتمی همسر ایشان و استاد امیرخانی در سال ۱۳۸۰ و برگزاری نمایشگاه استادان برجسته ایران در سال ۱۳۸۸ نام برد.

## بزرگداشت
همایشی جهت بزرگداشت محمد پوریان خوشنویس معاصر در تاریخ ۲۱ مهر ماه ۱۴۰۳ در محل سالن همایش های پردیس سینما مهر شهر سقز برگزار شد و هنرمندان و حاضران در این همایش مقالات و سخنرانی های را درباره زندگی و آثار این خوشنویس ارائه نمودند.
در این همایش از سردیس این هنرمند رونمایی شد و یکی از خیابان های شهر به نام او نامگذاری گردید. در حاشیه این همایش نمایشگاهی از آثار خوشنویسان برپا گردید.

## آثار

### نمایشگاه‌ها
تعدادی از نمایشگاه‌های برگزار شده به شرح زیر است:
- نمایشگاه‌های سالانه فردی و گروهی در شهرستانها و به مناسبت‌های مختلف مانند روز معلم و غیره[۲۵][۲۶]
- نمایشگاه گروهی دوسالانه سیاه مشق بزرگداشت امیرالکتاب[۲۷][۲۸][۲۹]
- نمایشگاه نسخ قرآن خطی قدیمی به همراه چهل تابلو از جزء سی ام قرآن مجید[۳۰][۳۱]
- نمایشگاه خوشنویسی اشعار قرآن پژوه دوره صفویه[۳۲][۳۳][۳۴]
- داوری و شرکت در جشنواره خوشنویسی خط تحریری[۳۵][۳۶][۳۷]

### اثر منتشر شده
کتابت دیوان اشعار نالی شاعر نامدار کردستان به خط نستعلیق نفیس‌ترین و مهم‌ترین اثر محمد پوریان است که از سال ۱۳۸۹ شروع و پس از چهار سال به اتمام رسید و توسط انتشارات ئالای روناکی سنندج منتشر گردید.